# ストップ・ザ・交通事故
『ストップ・ザ・交通事故』（ストップザこうつうじこ）は、日本のラジオ番組である。

## 概要
秋の全国交通安全運動実施時期の毎年9月下旬に岩手県で放送される単発特番（1990年開始）。IBC岩手放送・エフエム岩手・NHK盛岡放送局の3局共同制作（2013年から2021年まではNHK盛岡は参加せず）。主にドライバーをターゲットに、各局パーソナリティが約120万人の岩手県民と共に、交通事故撲滅のために何が必要かを模索していく（制作協力：岩手県警察・岩手県交通安全協会・JARTIC盛岡センター）。
番組は盛岡東警察署内にある岩手県警交通管制センターより3局同時に（NHKはラジオ第1で放送）公開生放送され、交通事故撲滅に向けた県警の取り組みが紹介される他、はがき・FAX・Eメールでリスナーから寄せられた交通事故撲滅のための様々な提言・意見も紹介していく（投稿を募集するホスト局は毎年制作局持ち回り）。

## パーソナリティ
特記なき場合はアナウンサー。
- IBC岩手放送
  - 風見好栄（2009年・2010年）
  - 加藤久智（2013年）
  - 浅見智（2014年）
  - 長谷川拳杜（2016年 - 2021年、2023年）
  - 弦間彩華（2022年）
  - 井丸貴拡（2024年）
- エフエム岩手
  - 加藤裕（2009年）
  - 久保田祐子（2010年）
  - 阿部沙織（2013年 - ）
- NHK盛岡放送局
  - 村上由利子（2002年、2011年・2012年）
  - 宮島大輔（2009年）
  - 利根川真也（2010年）
  - 橋野朝菜（2022年）※記者
  - 山口瑛己（2023年）
  - 黒澤太朗（2024年）